# Андреев, Николай Руфеевич
Николай Руфеевич Андреев (р. 1940) — российский учёный в области химии и технологии крахмала, член-корреспондент РАСХН (2007), член-корреспондент Российской академии наук (2014).

## Биография
Родился 1 января 1940 в с. 2-е Киевское Киевского района Ростовской области. Окончил Московский технологический институт пищевой промышленности (1966).
Работает во ВНИИ крахмалопродуктов: ведущий и главный конструктор проекта (1966—1970), главный инженер (1970—1972) опытно-конструкторского бюро, директор Кореневского опытно-экспериментального завода (1972—1982), с 1982 г. — директор института.
Под его руководством и при непосредственном участии созданы новые конструкции машин для переработки крахмалсодержащего сырья.
Доктор технических наук (2001), член-корреспондент РАСХН (2007), член-корреспондент РАН (2014).

## Награды, премии, другие отличия
Лауреат премии Совета Министров СССР (1990). Награждён Почётными грамотами Президиума Верховного Совета РСФСР (1990), Россельхозакадемии (1999), МСХ и продовольствия РФ (1999). 

## Труды
Автор (соавтор) более 150 научных трудов, в том числе две монографии.
Публикации:
- Система технологий и оборудования для крахмалопаточной промышленности. Т. 1. Производство крахмала и крахмалопродуктов / Всерос. НИИ крахмалопродуктов. — М., 2000. — 130 с.
- Основы производства нативных крахмалов. — М.: Пищепромиздат, 2001.— 282 с.
- Рынок картофеля и продуктов его переработки Российской Федерации и Республики Беларусь. — М., 2003. — 44 с.
- Технологический контроль кукурузокрахмального производства: метод. пособие / соавт. Н. И. Филиппова; ГНУ Всерос. НИИ крахмалопродуктов. — М., 2007. — 123 с.
- Лабораторный практикум по экспертизе продовольственных товаров: учеб. пособие / соавт.: Ю. И. Сидоренко и др.; Моск. гос. ун-т пищ. пр-в. — М., 2009. — 215 с.